# Kawamoto Riyo
Kawamoto Riyo (sinh ngày 11 tháng 6 năm 2001) là một cầu thủ bóng đá người Nhật Bản.

## Sự nghiệp câu lạc bộ
Kawamoto Riyo hiện đang chơi cho Shimizu S-Pulse.